# Ola Fredricson
Ola Fredricson, född 5 februari 1968, är en svensk före detta bandyspelare, som bland annat spelat i Nässjö IF, IF Boltic och Västerås SK. Han har varit tränare för Boltic/Göta. Ola Fredricson utsågs till Årets man i svensk bandy 1993 och 1998. Nu är han tränare i Norrstrand IF i Karlstad, Värmland.
Fredricson vann SM-guld med Boltic IF och Västerås SK.